# Bruinrugpieper
De bruinrugpieper (Anthus leucophrys) is een soort zangvogel uit de familie piepers en kwikstaarten van het geslacht Anthus.

## Kenmerken
De vogel is 17 cm lang. Deze pieper heeft een beetje het postuur van een duinpieper. De mantel van de vogel is nauwelijks gestreept. Een ander typisch kenmerk is de duidelijke roomkleurige wenkbrauwstreep en een smalle donkere oogstreep. De buik en borst zijn bleek roodbruin, waarbij de borst vaag gestippeld is.

## Verspreiding en leefgebied
Er zijn negen ondersoorten die standvogel zijn in verschillende regio's in Afrika ten zuiden van de Sahara.
- A. l. ansorgei (Zuid-Mauritanië tot Guinea-Bissau)
- A. l. gouldii (Sierra Leone, Liberia en Ivoorkust)
- A. l. zenkeri (Zuid-Mali en Guinee tot Zuid-Soedan, West-Kenia, Noordwest-Tanzania en het Kongogebied)
- A. l. saphiroi (Zuidoost-Ethiopië en Noordwest-Somalië)
- A. l. goodsoni (Midden- en Zuidwest-Kenia, Noord-Tanzania)
- A. l. omoensis (Ethiopië, Zuidoost-Soedan)
- A. l. bohndorffi (Zuidoost-Gabon, Angola tot West-Tanzanië en Noord-Malawi)
- A. l. leucophrys (Zuidoost-Botswana en Zuid-Mozambique tot in Zuid-Afrika)
- A. l. tephridorsus (Zuid-Angola en Noordoost-Namibië tot Zuidwest-Zambia en Noordwest-Botswana)

Het leefgebied bestaat uit open landschap met een korte vegetatie. De vogel mijdt echt droge gebieden, maar is verder niet gebonden aan water. De bruinrugpieper wordt vaak gezien in graslanden, kale akkers en (droge) rijstvelden.

## Status
De bruinrugpieper heeft een groot verspreidingsgebied en daardoor alleen al is de kans op de status  kwetsbaar (voor uitsterven) uiterst gering. De grootte van de populatie is niet gekwantificeerd, maar de indruk bestaat dat de aantallen stabiel blijven. Om deze redenen staat deze pieper als niet bedreigd op de Rode Lijst van de IUCN.